# Гарсия-Молина, Гектор
Гектор Гарсия-Молина (исп. Héctor García-Molina, Монтеррей, Нуэво-Леон, Мексика) — профессор факультета компьютерных наук и электротехники Стэнфордского университета. С 1997 по 2001 год работал в Комитете консультаций по Информационным Технологиям Президента США. С января 2001 по декабрь 2004 год председателем департамента компьютерных наук Стэнфордского университета. С октября 2001 является членом совета директоров корпорации Oracle.
В 1999 год был награждён премией ACM SIGMOD за инновации.

## Недавние награды
- (2010) Награда за лучший доклад 10-ти лет «The Evolution of the Web and Implications for an Incremental Crawler» VLDB